# Bahnhof Kamiōoka
Der Bahnhof Kamiōoka (jap. 上大岡駅, Kamiōoka-eki) ist ein Bahnhof auf der japanischen Insel Honshū. Er wird von der Bahngesellschaft Keikyū und befindet sich in der Präfektur Kanagawa auf dem Gebiet der Stadt Yokohama, genauer im Bezirk Kōnan-ku. Der Bahnhof ist ein wichtiger Umsteigeknoten zur U-Bahn Yokohama und zu zahlreichen Buslinien.

## Verbindungen
Kamiōoka ist ein Durchgangsbahnhof an der Keikyū-Hauptlinie, die überwiegend dem Westufer der Bucht von Tokio folgt und von Tokio über Yokohama nach Uraga auf der Miura-Halbinsel führt. Das Zugangebot ist sehr dicht: Tagsüber fahren 18 Züge je Stunde, während der Hauptverkehrszeit bis zu 26 Züge stündlich. Sämtliche auf der Keikyū-Hauptlinie verkehrenden Züge halten hier. Schnellzüge von überregionaler Bedeutung sind der Airport Express zwischen Zushi-Hayama und dem Flughafen Haneda sowie der Limited Express nach Tokio, der im Sengakuji zur U-Bahn Tokio durchgebunden wird; hinzu kommen die zuschlagpflichtigen Morning Wing morgens nach Tokio bzw. Evening Wing abends nach Misakiguchi.
Unterirdisch wird die Keikyū-Hauptlinie von der Blauen Linie der U-Bahn Yokohama gekreuzt, die das Stadtzentrum mit den südwestlichen Stadtteilen verbindet. Die U-Bahn verkehrt von ca. 5:15 bis 0:45 Uhr, je nach Tageszeit fünf bis 14 Mal stündlich. Kamiōoka ist auch die bedeutendste Drehscheibe des regionalen und lokalen Busverkehrs im Süden Yokohamas. Der größere der beiden Busbahnhöfe befindet sich im Erdgeschoss des Yumeōoka-Hochhauskomplexes. Dort verkehren von neun Bussteigen aus mehr als 30 Buslinien des Verkehrsamtes der Stadt Yokohama sowie der Gesellschaften Keihin Kyūkō Bus, Kanagawa Chūō Kōtsū und Enoden Bus. Ein kleinerer Busterminal mit zwei Bussteigen ist vor dem Camio-Hochhaus (gegenüber dem Haupteingang des Bahnhofs) zu finden; von hier aus fahren weitere zehn Linien des städtischen Verkehrsamtes und von Enoden.

## Anlage
Der Bahnhof steht im Zentrum des Stadtteils Kamiōokanishi, der zum Bezirk Kōnan-ku gehört. Dieser Stadtteil ist ein sehr stark verdichtetes Subzentrum Yokohamas und wird von mehreren Hochhäusern entlang der Präfekturstraße 21 (der früheren Kamakura-kaidō) geprägt, die sowohl für Wohnzwecke als auch kommerziell genutzt werden. Dazu gehören das 113 m hohe Yumeōoka, das 100 m hohe Camio (auch Yokohama Helios Tower genannt) und das 128 m hohe Mioka. 
Die Anlage von Keikyū ist von Norden nach Süden ausgerichtet und umfasst vier Gleise, die alle dem Personenverkehr dienen und an zwei vollständig überdachten Mittelbahnsteigen liegen. Diese sind ins erste Stockwerk des mittleren Teils des Yumeōoka-Hochhauskomplexes integriert. Das Gebäude besitzt elf Stockwerke und zwei Untergeschosse, in denen unter anderem ein Wing-Einkaufszentrum, der Busbahnhof und ein Kulturzentrum zu finden sind. Das südlich angrenzende Bürohochhaus mit 26 Stockwerken enthält mehrere städtische Amtsstellen, der elfgeschossige nördliche Anbau die Hauptfiliale der konzerneigenen Kaufhauskette Keikyū Department Store. Der U-Bahnhof befindet sich unter der nebenan verlaufenden Präfekturstraße 21, mit der Verteilerebene im ersten Untergeschoss. Die Gleise verlaufen im zweiten Untergeschoss beidseits eines Mittelbahnsteigs, der mit Bahnsteigtüren ausgestattet ist.
Im Fiskaljahr 2019 nutzten durchschnittlich 143.758 Fahrgäste täglich den Bahnhof, er ist somit der am dritthäufigsten frequentierte des gesamten Keikyū-Netzes. Der U-Bahnhof zählte im täglichen Durchschnitt 36.239 Fahrgäste.

## Bilder

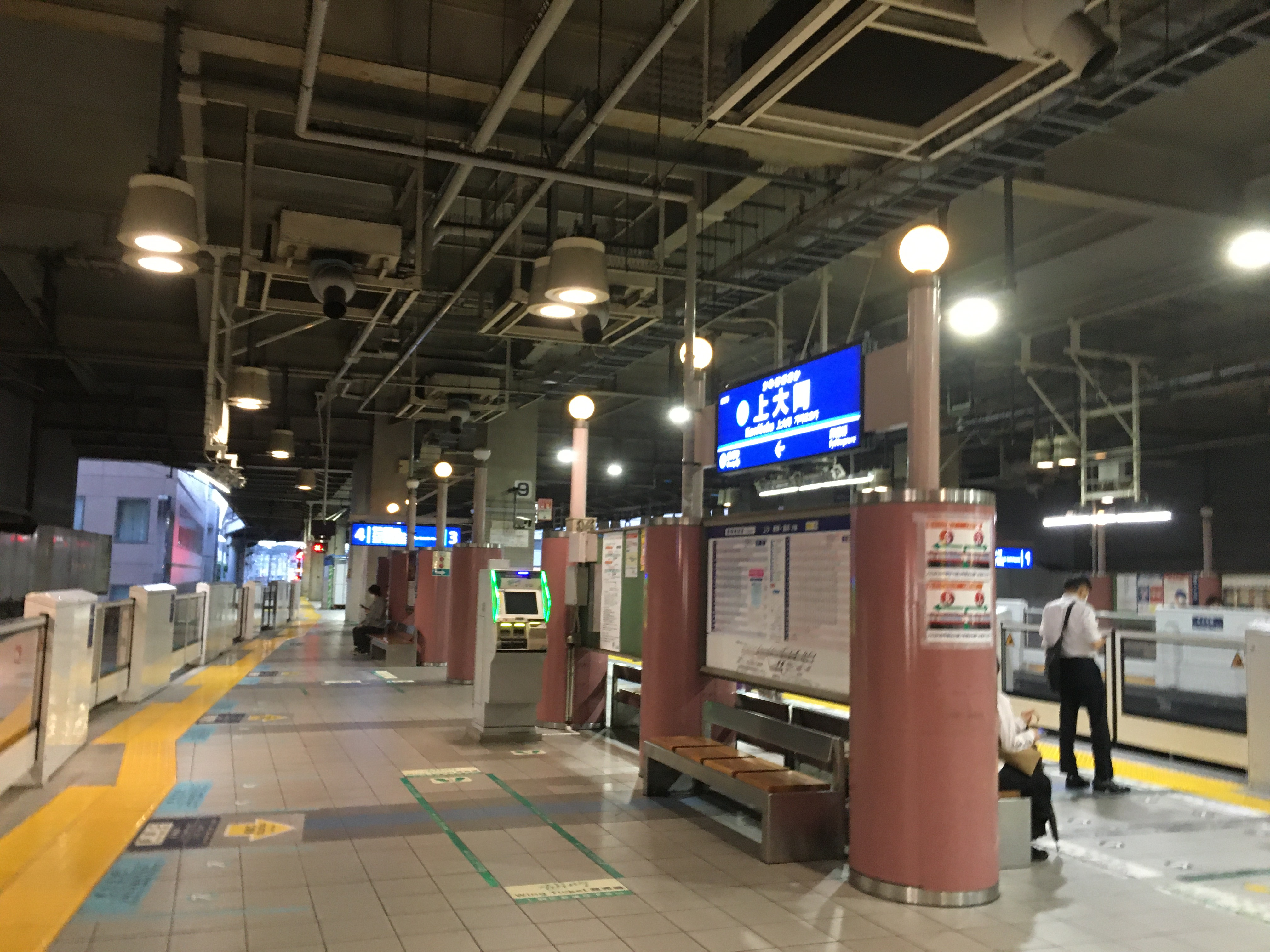
Keikyū-Bahnsteige
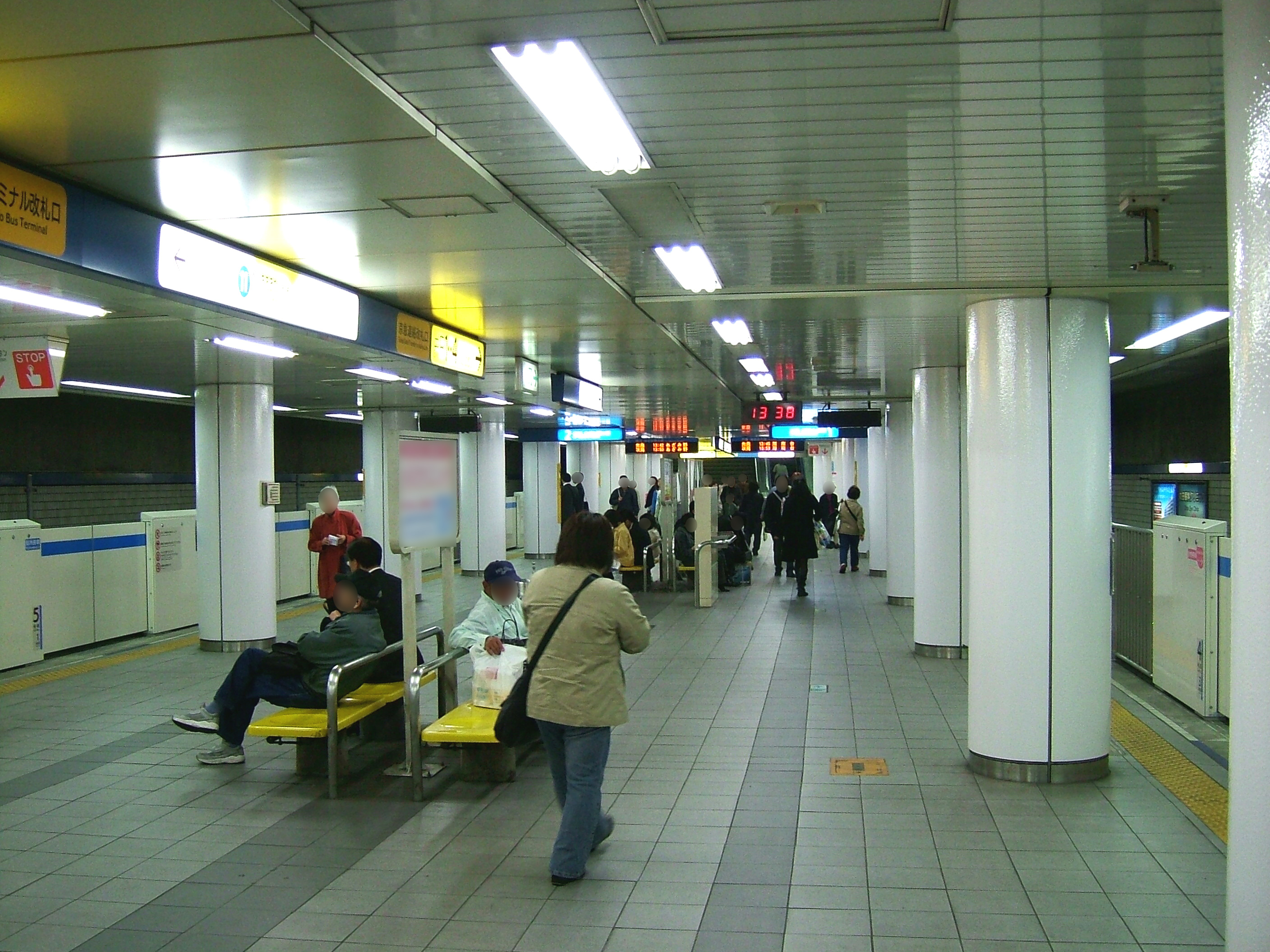
U-Bahnhof
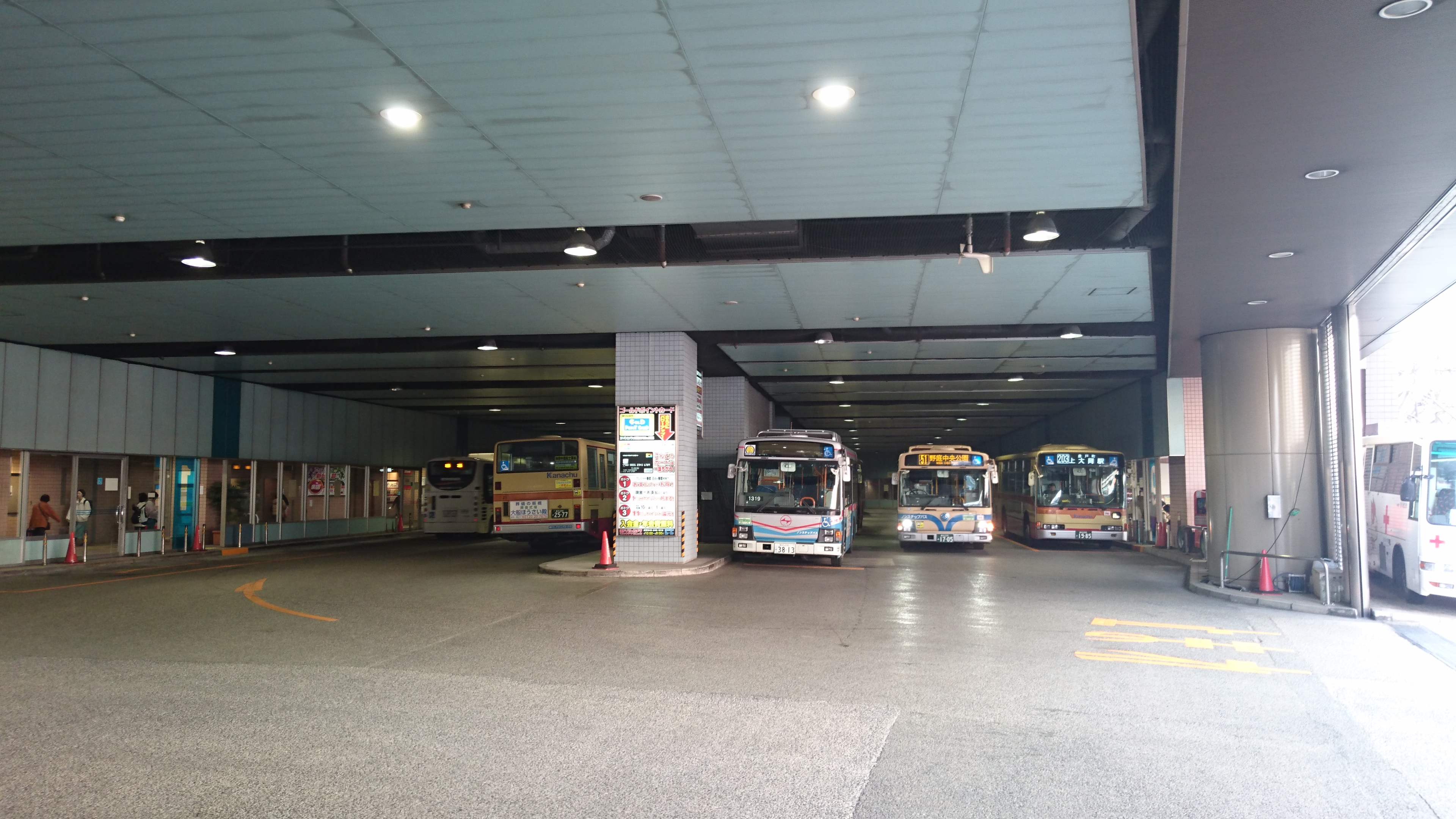
Busbahnhof

## Gleise
Eisenbahn:
| 1/2 | ▉ Keikyū-Hauptlinie | Kanazawa-hakkei • Zushi-Hayama • Uraga • Misakiguchi |
| 3/4 | ▉ Keikyū-Hauptlinie | Yokohama • Flughafen Haneda • Shinagawa • Oshiage    |

U-Bahn
| 1 | ▉ Blaue Linie | Totsuka • Shōnandai                         |
| 2 | ▉ Blaue Linie | Kannai • Yokohama • Shin-Yokohama • Azamino |

## Linien
| Verlauf der Keikyū-Hauptlinie |
| --- |
| Sengakuji • Shinagawa • Kitashinagawa • Shimbamba • Aomono-yokochō • Samezu • Tachiaigawa • Ōmorikaigan • Heiwajima • Ōmorimachi • Umeyashiki • Keikyū Kamata • Zōshiki • Rokugōdote • Keikyū Kawasaki • Hatchōnawate • Tsurumi-Ichiba • Keikyū Tsurumi • Kagetsu-sōjiji • Namamugi • Keikyū Shinkoyasu • Koyasu • Kanagawa-Shimmachi • Keikyū Higashi-kanagawa • Kanagawa • Yokohama • Tobe • Hinodechō • Koganechō • Minamiōta • Idogaya • Gumyōji • Kamiōoka • Byōbugaura • Sugita • Keikyū Tomioka • Nōkendai • Kanazawa-bunko • Kanazawa-hakkei • Oppama • Keikyū Taura • Anjinzuka • Hemi • Shioiri • Yokosuka-chūō • Kenritsudaigaku • Horinouchi • Keikyū Ōtsu • Maborikaigan • Uraga |

## Geschichte
Die Bahngesellschaft Shōnan Denki Tetsudō eröffnete den Bahnhof am 1. April 1930, als Teil der 30 km langen Strecke zwischen Koganechō und Uraga. Zusammen mit der in Kanazawa-hakkei abzweigenden Strecke nach Zushi bildete sie zunächst für etwas mehr als anderthalb Jahre einen Inselbetrieb. Am 26. Dezember 1931 folgte der Lückenschluss zwischen Koganechō und Yokohama, wo Anschluss in Richtung Tokio bestand. Am 1. November 1941 wurde die Shōnan Denki Tetsudō von der Keihin Denki Tetsudō übernommen. Diese wiederum ging am 1. Mai 1942 im Daitōkyū-Konglomerat auf. Zwei Jahre nach Kriegsende beschlossen die Daitōkyū-Aktionäre die Auflösung des finanziell angeschlagenen Konglomerats und am 1. Juni 1948 nahm das Unternehmen seine Geschäftstätigkeit unter dem neuen Namen Keihin Kyūkō Dentetsu (abgekürzt Keikyū) wieder auf.
Im April 1963 nahm die Keikyū ein neues Bahnhofsgebäude mit integriertem Kaufhaus (Keikyū Department Store) in Betrieb. Während der Bauarbeiten an der U-Bahn trat der Fluss Ōoka-gawa am 1. Juli 1970 nach heftigen Regenfällen über die Ufer und große Wassermengen drangen in die Kanalisation ein, wodurch ein etwa drei Kilometer langer Tunnelabschnitt bis zur Station Yoshinochō überflutet wurde. Das Wasser ergoss sich auch in die Baustelle bei Kamiōoka und lagerte eine rund 10 cm dicke Sedimentschicht ab. Mit etlichen Wochen Verzögerung konnte am 16. Dezember 1972 der erste Abschnitt der Blauen Linie zwischen Isezaki-chōjamachi und Kamiōoka in Betrieb genommen werden. Knapp vier Jahre lang war hier die südliche Endstation, bis zur Eröffnung des daran anschließenden Abschnitts nach Kaminagaya am 4. September 1976. Nach vierjähriger Bauzeit war der Gebäudekomplex Yumeōoka, der neben dem Bahnhof auch das Keikyū-Kaufhaus, Teile der Stadtverwaltung und Büros umfasst, ab 1. Oktober 1996 der Öffentlichkeit zugänglich.